# منطقه بانیاس
منطقه بانیاس (به عربی: منطقة بانیاس) یک منطقه در سوریه است که در استان طرطوس واقع شده‌است.

## خصوصیات
منطقه بانیاس ۵۸۱٫۳۰ کیلومترمربع مساحت و ۱۷۴٬۲۳۳ نفر جمعیت دارد.